# Ibtsan
Pour les articles homonymes, voir Abzan.
Ibtsan (hébreu : אִבְצָן), ou Ibsan, Ibtsân, Ibçân, ou Abesan, Abezan, Abzan (selon les versions), est le 8e juge d'Israël.

## Présentation
Ibtsan succède à Jephté en tant que juge d'Israël.
Originaire de « Bethléem » - il s'agit probablement de Bethléem de Galilée, dans le territoire de Zéboulôn et non Bethléem Ephratha en Juda (voir Josué 19:10,15). Il a 30 fils et 30 filles qu'il marie en dehors. Il reste juge pendant 7 ans.